# Savoyvas
Savoyvas är en glasvas, som formgavs av Alvar Aalto och Aino Marsio-Aalto 1936. Den fick sitt namn året därefter i samband med att den ingick i parets inredningsarbete med restaurang Savoy i Helsingfors. 
Vasen formgavs som ett förslag i en formgivningstävling för de av Ahlstromkoncernen ägda glasbruken Iittala och Karhula, och vars främsta syfte var att få fram formgivna produkter för Världsutställningen i Paris 1937. Förslaget presenterades i några enkla tecknade skisser och hade kodnamnet på svenska "Eskimåkvinnans skinnbyxa". En kollektion på omkring tio glasvaror, från en låg skål till en omkring en meter hög vas togs fram och visades i Paris. 
Att få igång serietillverkning av vasen var komplicerat till en början. Den var ursprungligen 14 centimeter hög. Vasen har tillverkats i en mängd färger och i olika storlekar. Den större varianten tillverkas fortfarande en och en av en glasblåsare och formas i en form på Iittala glasbruk i Iittala i Finland. Tidigare var formarna av trä, som efterhand brändes bort, men de är sedan 1954 av gjutjärn. En vas tillverkas av sju olika hantverkare under tio timmar med tolv arbetsmoment.  De mindre versionerna pressas.
Savoyvasens tillkomst är kopplad till paret Harry och Maire Gullichsen i den familjeägda Ahlstromkoncernen. De ägde de glasbruk som utlyste formgivningtävlingen, och också restaurangen Savoy, där vasen introducerades för allmänheten. Gullichsens verkade i största allmänhet som stöd för paret Aaltos verksamhet, bland annat genom att delfinansiera inredningsföretaget Artek.